# Monanthotaxis congoensis
Espèce
Monanthotaxis congoensis Baill. est une espèce de plantes à fleurs de la famille des Annonaceae et du genre Monanthotaxis, présente en Afrique tropicale.

## Description
C'est un arbrisseau, parfois lianescent.

## Distribution
Relativement rare, l'espèce a été observée au Cameroun dans deux régions (Sud-Ouest et Sud), au Gabon (Ogooué) et au Congo.